# 梅子林綁架案
梅子林綁架案發生於1982年1月的香港，事主為培正中學中一男學生黎德森（14歲），男童是家中獨子，父親任職司機，家境並不富裕，但在1980年間，男童曾多次向朋友炫耀有一富翁親戚在美國返港，計劃在深圳投資30億美元。
1982年1月5日，男童放學時被四名男子綁架，並在當日被勒斃，事後周淑生致電給男童父親，要求繳付20萬美元贖金。男童父親於翌日報警，警方將周淑生（30歲）及另一名疑犯拘捕。1月8日，警方發現黎德森早被撕票棄屍於梅子林，被發現時其死狀恐怖。
1982年9月10日，周淑生被判謀殺罪成立，依例判處死刑，1983年3月11日，港督改判周淑生終身監禁。周淑生於1983年上訴英國樞密院被拒，1995年重審要求改判他誤殺罪，但被駁回，翻案失败，维持原判。